# Embaixada da Eslovénia em Portugal

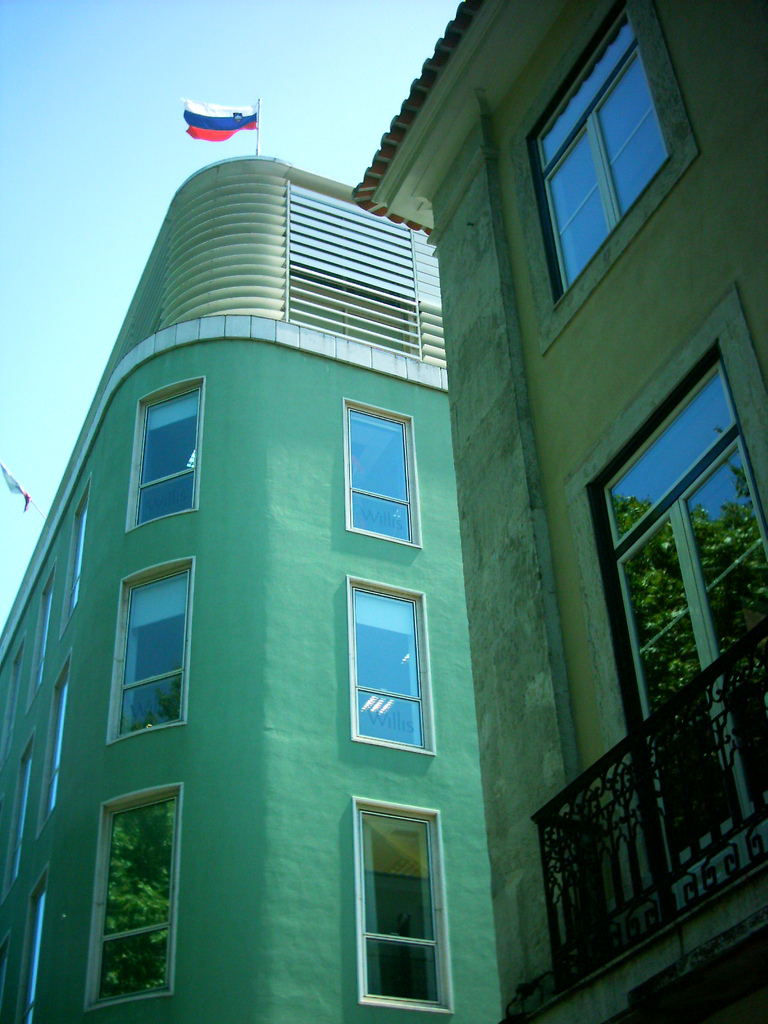
Edifício da antiga Embaixada da Eslovénia em Lisboa

A Embaixada da Eslovénia em Portugal, com sede em Ljubljana, é a representação diplomática e consular da Eslovénia em Portugal, mas funciona a partir de Ljubljana. Até 2012, a Embaixada estava sediada em Lisboa e abrangia também Marrocos, altura em que a Eslovénia a encerrou. Alguns anos mais tarde, abriu uma embaixada sediada em Ljubljana.

## Embaixadores
- Mojca Nemec Van Gorp (2023-)
- Peter Andrej Bekeš
- Bogdan Benko